# Catherine Maria Bury (condesa de Charleville)
Catherine Maria Bury o Catherine Maria Dawson (22 de diciembre de 1762 – 24 de febrero de 1851) fue una arquitecta irlandesa. Entre sus obras destaca el diseño del Castillo Charleville  en estilo neogótico irlandés, realizado cuando se convirtió en condesa.

## Biografía
Catherine Maria Dawson, hija de Thomas Townley Dawson, de Armagh, Irlanda, fue criada por su abuela en Dublín y educada en el Collège Royal, Toulouse, de 1778 a 1781. Se casó por primera vez en 1787 con James Tisdall, de Bawn, condado de Louth en Irlanda. Tuvo dos hijos con él, James Thomas Townley Tisdall y Louisa Tisdall. Su primer marido murió diez años después por un ataque de epilepsia.  Se casa por segunda vez en 1798 con Charles William Bury, el barón Tullamore, nombrado vizconde de Charleville en 1800 y primer conde de Charleville en 1806. De este matrimonio tiene un hijo, Charles William Bury, segundo conde de Charleville, sucedió a su padre en 1835.
La hija de su primer matrimonio, Louisa Tisdall (1796-1882) se casó con George Marlay. En 1912 el nieto de ambos, Charles Brinsley Marlay, legó su propiedad en Belvedere, Mullingar, condado de Westmeath a su primo lejano Charles Kenneth Howard-Bury. Charles Brinsley Marlay también heredó varios documentos pertenecientes a Catherine Maria Bury, que se encuentran actualmente en la Universidad de Nottingham.

## Obra

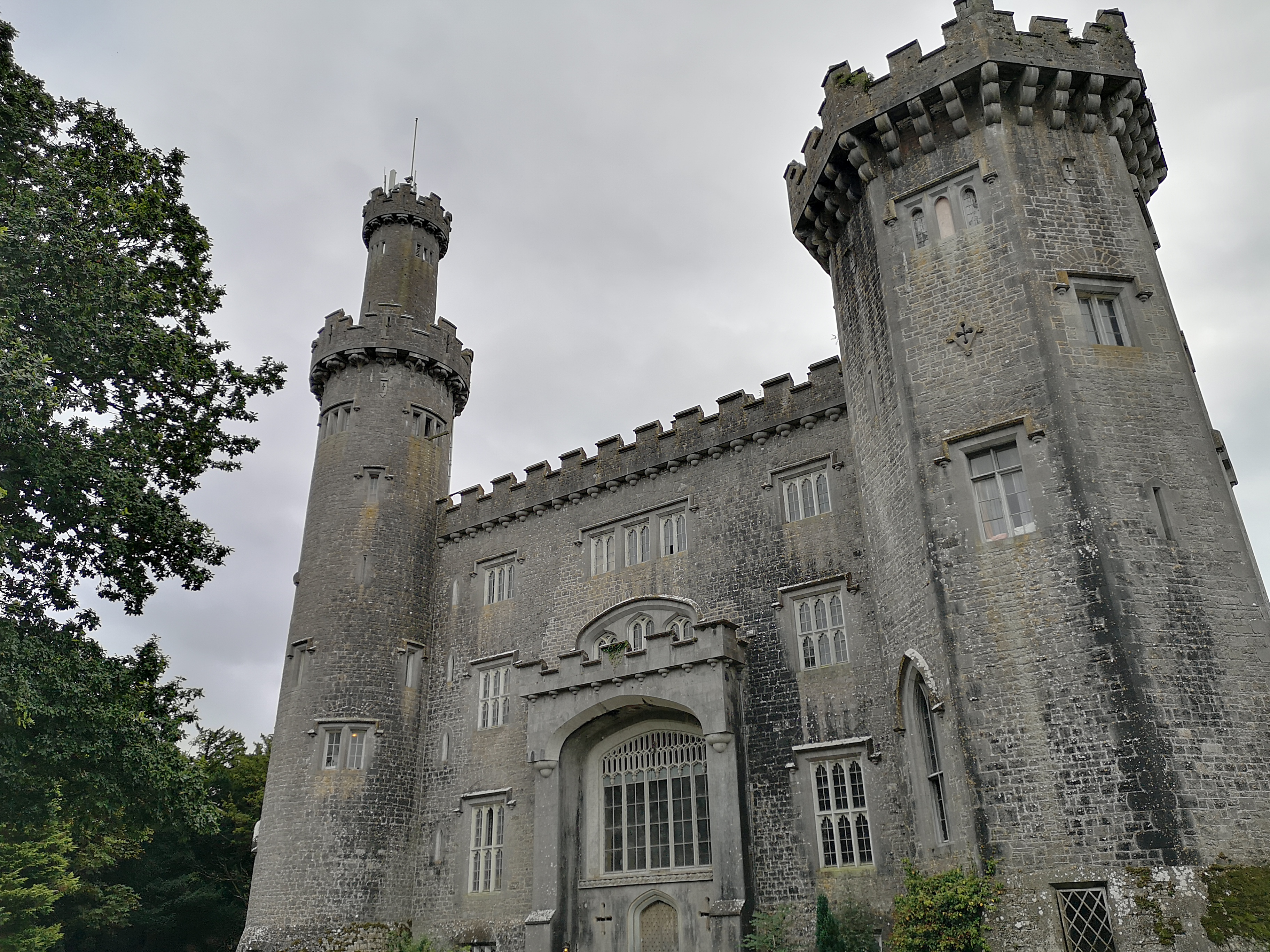
Castillo de Charleville

Catherine Maria Bury se interesó por la arquitectura, particularmente en el nuevo diseño de la casa de campo del castillo de Charleville Forest (1800-1812), cuyo diseñador principal fue Francis Johnston. Según la arquitecta e investigadora Judith Hill, el castillo de Charleville es uno de los primeros y más impresionantes castillos del periodo arquitectónico del neogótico en Irlanda, realizado tras el Acta de Unión.
Las mujeres de esta época no desempeñaban ningún papel directo en la política y son relativamente invisibles en el registro histórico. A pesar de ello, se conservan varios documentos pertenecientes a Catherine Maria Bury. Las cartas conservadas revelan su interés por la literatura y sus amistades. Se evidencia que era cercana al conde Charles William Bury, quien se interesó por la construcción del castillo. También tenemos el testimonio del diario del juez Robert Day, quien visitó el castillo en 1812 y registró que había sido Lady Charleville y no Lord Charleville quien había trabajado con el arquitecto Francis Johnston sobre el diseño.
Por otro lado, la colección de dibujos de Charleville fue subastada en la década de 1980. Parte de estos dibujos se encuentran en el Archivo de Arquitectura Irlandesa. La Colección Murray posee un diseño para dos ventanas de tracería para Charleville Forest con las iniciales “C[atherine] M[aria] C[harleville]”. Otro diseño que muestra dos esquemas alternativos para el vestíbulo de entrada y el salón en Charleville, cuyos motivos estilísticos se han atribuido igualmente a la condesa.